# Kelumpang Barat
Kelumpang Barat (indonez. Kecamatan Kelumpang Barat) – kecamatan w kabupatenie Kotabaru w prowincji Borneo Południowe w Indonezji.
Kecamatan ten graniczy od północy z kecamatanem Sungai Durian, od wschodu z kecamatanami Sampanahan i Kelumpang Tengah, od zachodu z kecamatanem Kelumpang Hulu, a od południa leży nad wodami Cieśniny Makasarskiej.
W 2010 roku kecamatan ten zamieszkiwały 5 343 osoby, z których 100% stanowiła ludność wiejska. Mężczyzn było 2 820, a kobiet 2 523. 4 412 osób wyznawało islam, 369 buddyzm, a 256 chrześcijaństwo.
Znajdują się tutaj miejscowości: Batang Kulur, Bungkukan, Magalau Hilir, Magalau Hulu, Siayuh, Tanjung Sari.